# Torre Levante
La Torre Levante es un rascacielos de 120 metros de altura ubicado en Benidorm (Alicante). Con 33 plantas, se sitúa en la zona del Playa de Levante, en primera línea de playa. Esta torre fue el edificio más alto de Benidorm desde 1985 hasta 2002, cuando se construyó el Gran Hotel Bali de 186 metros. Fue el primer edificio de Benidorm en superar las 30 plantas.